# 周正榮
周正榮（1927年—2000年8月30日），台灣京劇演員，工生行。
民辦上海戲曲學校科班出身，與顧正秋、孫正陽、黃正勤、汪正華、王正屏、關正明、張正芬等同班。
1941年還在正字科學藝時就參加了《四郎探母》等京劇唱片的錄製。
1940年代末到台灣工作，參加台灣中華民國陸軍的京劇團陸光劇隊工作多年。
1954年，周正榮的短篇平劇作品〈弒父獻妹〉，獲得中華文藝獎金委員會頒發的五四獎金。
周正榮嗓子天生較為單薄，高音不足，亦不甚渾厚，其實天賦條件並不甚佳。但因其對於藝術的熱誠與勤勉，對己甚嚴。
他常說自己要勤能補拙，每日天亮即起，練功吊嗓子，以長期且刻苦的訓練，讓嗓子得以在舞台上有良好表現。
在後天的苦練之下，原先枯乾的嗓音，反倒開始生潤，加上其行腔吐字即為要求，使觀眾有種回甘的溫醇韻味。
特別是他長期研究余叔岩、楊寶森兩派的唱腔，將此兩派的唱腔配合自己的條件精準地演出，其表演風格唱唸與作表並重，細膩嚴謹，無一字不講究、無一音不瓷實。
觀眾對其評價甚高，與胡少安、哈元章、李金棠並列台灣四大老生。
最拿手的壓箱作品為<問樵鬧府、打棍出箱>以及<擊鼓罵曹>。
1996年軍方的京劇團隊解散後，在學校教授京劇表演藝術，2000年辭世前，他是國立台灣戲曲專科學校京劇科（現在的國立台灣戲曲學院京劇學系）教授。
曾收復興劇校第二期的吳興國為徒，但吳興國並沒有將其重心放在向周正榮問藝，卻致力於將京劇結合西方舞台劇以及舞蹈，師徒二人衝突日多。
由於周正榮對京劇演出要求極為嚴格，不能接受吳興國這種致力於擴大觀眾群卻無實質藝術深刻度的走向，遂將吳興國逐出師門，兩人至周正榮過世不曾聯絡。
在繼承上，台灣的著名老生葉復潤雖然沒有正式磕頭拜師，反而較繼承更多周正榮的藝術精華。

## 主要參考文獻
王安祈，《寂寞沙洲冷──周正榮京劇藝術》，國立傳統藝術中心，2003年，宜蘭縣五結鄉。